# Kiro Kongo
The Kiro Kongo (KCD) ist ein katholischer Jugendverband in der Demokratischen Republik Kongo. Auf internationaler Ebene ist Kiro Kongo Mitglied im internationalen Dachverband katholischer Jugendverbände „Fimcap“.
Die Gründung erfolgte am 11. November 1947.

## Organisation
Kiro Congo gliedert sich in folgende verschiedene Abteilungen (beruhend auf verschiedenen Altersgruppen):
| Altersgruppe       | Name der Abteilung |
| ------------------ | ------------------ |
| 06–12 Jahre        | „(Pré-) Bakayouki“ |
| 12–14 Jahre        | „Youpi“            |
| 14–16 Jahre        | „Gens“             |
| 16 Jahre und älter | „Aspis“            |

## Aktivitäten
- Treffen in Ortsgruppen
- Gemeinsame Spiele, Lieder, Sportaktivitäten und Tanzen
- Pastorale und spirituelle Aktivitäten an Samstagen und Sonntagen
- Bildungsangebote[3]